# Karoline av Hessen-Darmstadt
Karoline av Hessen-Darmstadt, född 2 mars 1746 i Buchsweiler, död 18 september 1821 i Bad Homburg vor der Höhe, var en tysk prinsessa som genom äktenskap var lantgrevinna av Hessen-Homburg.

## Biografi
Karoline var dotter till lantgreve Ludvig IX av Hessen-Darmstadt och Karolina av Birkenfeld-Zweibrücken. Hon var äldst i syskonskaran som inkluderade Fredrika Louise av Hessen-Darmstadt (gift med kung Fredrik Vilhelm II av Preussen), Ludvig X av Hessen-Darmstadt, Amalia av Hessen-Darmstadt (gift med arvprins Karl Ludvig av Baden), samt Louise av Hessen-Darmstadt (gift med storhertig Karl August av Sachsen-Weimar).
Karoline växte de första sex åren upp med guvernanten Margarethe Ravanel, då mamman följde pappan till Prenzlau på grund av tjänstgöring i Preussens armé och återsåg inte sin mamma förrän vid sex års ålder, men förhållandet mellan mor och dotter var nära under resten av deras liv.
Den 27 september 1768 ingick hon äktenskap med lantgreve Fredrik V av Hessen-Homburg, främst av dynastiska skäl på grund av tidigare dispyt mellan grenarna i den Hessiska ätten.

## Barn
Karoline hade tillsammans med sin make 15 barn, varav 11 överlevde in i vuxen ålder. Trots de många barnen skrev Fredrik V i sina memoarer att han aldrig fann kärleken.
1. Fredrik VI av Hessen-Homburg (1769–1829), gift 1818 med Elisabet av Storbritannien (1770–1840).
2. Ludvig Vilhelm av Hessen-Homburg (1770–1839), gift 1804 med Augusta av Nassau-Usingen (1778–1846), äktenskapet annullerat 1805.
3. Karoline av Hessen-Homburg (1771–1854), gift 1791 med Ludvig Fredrik II av Schwarzburg-Rudolstadt (1767–1807).
4. Luise Ulrike av Hessen-Homburg (1772–1854), gift 1793 med Karl Günther av Schwarzburg-Rudolstadt (1771–1825).
5. Amalia av Hessen-Homburg (1774–1846), gift 1792 med Fredrik av Anhalt-Dessau (1769–1814).
6. Auguste av Hessen-Homburg (1776–1871), gift 1818 med Fredrik Ludvig av Mecklenburg-Schwerin (1778–1819).
7. Filip av Hessen-Homburg (1779–1846), morganatiskt gift 1838 med baronessan Rosalie Antonie Schimmelpfennig von der Oye (1806–1845).
8. Gustav av Hessen-Homburg (1781–1848), gift 1818 med Luise av Anhalt-Dessau (1798–1858).
9. Ferdinand av Hessen-Homburg (1783–1866), ogift och den siste regerande lantgreven av Hessen-Homburg.
10. Maria Anna av Hessen-Homburg (1785–1846), gift 1804 med Vilhelm av Preussen (1783–1851)
11. Leopold av Hessen-Homburg (1787–1813), ogift och omkom i Slaget vid Lützen (1813).